# Yu Jinglian
Yu Jinglian (en chino, 于景连; Weihai, China; 5 de mayo de 1953) es un exfutbolista y exentrenador de fútbol de China que jugaba en la posición de delantero.

## Carrera

### Club
| Periodo   | Club                    |
| --------- | ----------------------- |
| 1970–1978 | Liaoning FC             |
| 1978–1980 | Air force football team |
| 1980–1984 | Beijing Guoan           |

### Selección nacional
Fue convocado para la Copa Asiática 1976 pero no jugó.

### Entrenador
A partir del año 2000 fue asistente técnico en varios equipos como Shaanxi Guoli, Chengdu Wuniu y Chongqing Lifan hasta que en 2009 dirigió al Wenzhou Tomorrow.

## Logros
- Liga Nacional China (2): 1982, 1984[3]